# Bucorvidae
Bucorvidae zijn een familie van vogels uit de orde Bucerotiformes. Het is een monotypische familie met maar één geslacht Bucorvus (hoornraven). Dit geslacht telt 2 soorten.

## Taxonomie
- Geslacht: Bucorvus
  - Bucorvus abyssinicus
  - Bucorvus leadbeateri